# Павленко Мар'яна Дементіївна
Мар'яна Дементіївна Павленко (1898, село Красна Лука Полтавської губернії, тепер Гадяцького району Полтавської області — ?) — українська радянська діячка, педагог, директор Семенівської неповної середньої школи Липово-Долинського району Сумської області. Депутат Верховної Ради УРСР 2—3-го скликань.

## Біографія
Народилася в багатодітній селянській родині. Закінчила церковно-приходську школу, а у 1914 році — двокласне жіноче училище. Склала у Полтаві іспити на атестат зрілості та звання вчительки.
Трудову діяльність розпочала вчителькою Русанівської церковно-приходської школи, потім працювала вчителькою церковно-приходської (чотирирічної) школи в селі Семенівці Липово-Долинського району. У 1928 році була обрана членом сільської ради села Семенівки.
До 1941 року — вчителька початкових класів Семенівської неповної середньої (семирічної) школи Липово-Долинського району Сумської області.
Член ВКП(б) з 1940 року.
Під час німецько-радянської війни була евакуйована до Узбецької РСР, де працювала вчителькою школи села Ханабад. У вересні 1943 року повернулася на Сумщину.
У вересні 1943 — 1954 р. — директор Семенівської неповної середньої (семирічної) школи Липово-Долинського району Сумської області.

## Нагороди
- орден Трудового Червоного Прапора (4.05.1939)
- медаль «За доблесну працю у Великій Вітчизняній війні 1941—1945 років»
- медалі
- знак «Відмінник народної освіти Української РСР»